# 還珠樓主
還珠樓主（1902年2月28日—1961年2月），原名李善基，后名李壽民、李红，四川长寿人（今屬重慶直轄市），中国武俠小說与神魔小说作家。曾被誉为“现代武侠小说之王”、"北派五大家"之一。

## 生平
清光緒廿八年（1902年），还珠樓主出生於官宦世家，原名李善基（後改名李壽民，1949年後曾使用李红之名），其父李元甫或曾於光緒年間任蘇州知府。
幼時常隨父宦遊南北、飽覽各地風光的李壽民，父親死後家道中落，故僅在蘇州讀過幾年中學便告輟學。自幼熏浸于旧学，博览佛教、道教的典籍，兼习武术和气功。他精通儒釋道三家理論學說，善於術數及醫卜星相等雜藝，傳聞二次大戰日軍佔領期間，他曾為日本大佐算準運程而得以免難。
19歲，在北平（今北京）當上北洋政府的公務員。1932年，在天津《天风报》连载《蜀山剑侠传》，全書百多萬言，對後世小說電影影響深遠。後期由於邀約漸多，他雄心漸起而於同一時間為《蜀山劍俠傳》不斷加插前傳、後傳、新傳、外傳、別傳，橫跨《蜀山劍俠傳》所述時空前後多個世代，以致尾大不掉，不能為《蜀山劍俠傳》作最後總結，令峨嵋三次鬥劍成為不解之謎。后由励力出版社出版，一直写到1949年仍未终卷。有關《蜀山劍俠傳》全書未能完結另有多個傳聞，當中包括二次大戰後，中國大陸文網漸緊，因為不能再寫奇幻小說，還珠樓主只能以編寫戲曲為生，在1961年因食道癌去世。就完結篇一事，傳聞其兒子曾向其父友人透露，其父生前已完成有關文稿，並托友人付梓香港出版，唯只是一直未見有關書冊面世，此亦為另一不解之謎。1949年3月在上海停止了尚未完成的《蜀山剑侠后传》的创作出版，自此致力于表达除暴安良和桃源乐土的新时代武侠创作。
1949年至1951年5月，写作出版了《女侠夜明珠》等十三部武侠小说。後因政局停止，改為為尚小云等创编剧本。1958年，《文艺学习》刊出《不许还珠楼主继续放毒》一文，还珠樓主不堪刺激脑溢血瘫痪；1961年2月因患食道癌去世，享年59岁。
《蜀山剑侠传》系列为還珠樓主的處女作，同时也是代表作。「還珠樓主」是其在所有作品中使用的笔名。

## 作品年表
- 1932年：《蜀山劍俠傳》，共50集309回，410万字。內容歸類為劍俠小說。當年7月上旬起在天津《天風報》連載；旋由天津勵力印書局（后改名勵力出版社）按集出版單行本；1946年10月第36集起改由上海正气書局出版，至1948年9月出版第50集。因大陆政權易手，未完，下接《蜀山劍俠后傳》5集。有傳聞這5集為偽本，非還珠樓主親筆 。
- 1934年：《蠻荒俠隱》5集。
- 1935年：《青城十九俠》（蜀山別傳）25集。
- 1938年：《邊塞英雄譜》（邊塞英雄傳）（蜀山新傳）3集。
- 1941年：《輪蹄》
- 1943年：《皋蘭异人傳》2集 、《天山飛俠》2集。
- 1946年：《武當异人傳》（蜀山別傳）3集 、《柳湖俠隱》（蜀山前傳）6集 、《峨眉七矮》（蜀山正傳）3集。
- 1947年：《冷魂峪》（邊塞英雄傳續集）2集 、《北海屠龍記》（蜀山前傳）3集 、《虎爪山王》1集 、《俠丐木尊者》1集 、《黑孩儿》、《蜀山劍俠新傳》本集故事與原來蜀山故事無關，只述及峨嵋數代後的故事，故事本身平平無奇，實不可與正傳相題並論；有傳聞這為偽本，非還珠樓主親筆。
- 1948年：《青門十四俠》4集 、《關中九俠》、《万里孤俠》、《大漠英雄》4集 、《大俠狄龍子》8集、《長眉真人專集》、《征輪俠影》7集 、《蜀山劍俠后傳》、《女俠夜明珠》5集。
- 1949年：《武當七女》（武當異人傳續集）2集 、《兵書峽》1集 、《龍山四友》3集 、《獨手丐》2集。
- 1950年：《黑螞蟻》5集 、《黑森林》2集 、《酒俠神醫》、《鐵笛子》1集 、《翼人影無雙》2集。
- 1951年：《拳王》、《白骷髏》1集。
- 1956年：《岳飛傳》
- 1957年：《遊俠劇孟》
- 1958年：《十五貫》、《游俠郭解》
- 1960年：《杜甫》（口述作品，由作者秘書侯增女士記錄，当时未曾出版，后收入北岳文艺出版社与山西人民出版社聯合出版之《还珠楼主全集》）
- 《雲海爭奇記》（蜀山外傳）
- 《黑孩兒》3集
- 《萬里孤俠》2集
- 《力》

有關《蜀山劍俠傳》之正傳、前傳、別傳、新傳、外傳分類詳情，請見：

## 筆名的由來
還珠樓主的筆名和初戀情人文珠有關。他的初戀情人文珠因遭逢巨變，淪落風塵，因無顏面再與之相見，黯然離去，蹤跡渺然，李氏其後雖多番尋找，依舊音訊全無，引為畢生憾事。
後來李氏遇到結髮妻子孫氏，她本出身於上海的銀行世家，但其父親嫌棄當時家無恒產的李氏，更不欲招一白衣女婿，遂極力反對二人交往。但為愛情故，孫氏甘與李氏私奔，還計劃在蘇杭一處地方舉行婚禮，此事當年可謂轟動一時。為籌措婚禮的費用，李氏25歲那年應天津《天風報》之邀，開始寫下轟動文壇的《蜀山劍俠傳》，為紀念與文珠的一段情緣，其落落大方的未婚妻建議他用還珠樓主的筆名行世，寄意"還君明珠雙淚垂"。如此看來，還珠樓主亦可算是一個情種了。
而在蜀山一書中，還珠樓主更將自身的情感投射於數個人物當中。其中峨嵋掌門妙一真人夫婦無疑就是還珠夫婦的化身，寒月一音伴忍尼的一段三角戀情，亦正好是還珠自身遭遇的寫照，但另有一說則是極樂真人李靜虛（還珠李壽民）、五福仙子孫洵（夫人孫經洵），百花仙子倪芳賢（文珠）。

### 註腳
1. 1 2 3  . （原始内容存档于2020-02-20） （英语）.
2. ↑  蔡爱国：“还珠楼主‘从新写起’与新中国成立前后的武侠转向”，《西南大学学报:社会科学版> 2016年3月第42卷第2期.
3. ↑  . 揚子晚報. 2012-03-15. （原始内容存档于2014-01-13）.
4. 1 2 3  . 網易. 2010-10-09. （原始内容存档于2015-04-07）.
5. ↑  . 文匯報. 2007-07-24. （原始内容存档于2018-12-29）.
6. ↑  還珠樓主. 朔雪寒 , 编. . 2014.

## 外部連結
- 近代中國武俠小說名著大系──還珠樓主選集【經典復刻版‧葉洪生批校本】：《蜀山劍俠傳》、《蜀山劍俠新傳》、《峨嵋七矮》 （页面存档备份，存于）POD版， 台北聯經出版，2018年12月，ISBN9789570852349，頁數：8292